# Prudentópolis (ort)
Prudentópolis är en ort i Brasilien.   Den ligger i kommunen Prudentópolis och delstaten Paraná, i den södra delen av landet, 1 100 km söder om huvudstaden Brasília. Prudentópolis ligger 765 meter över havet och antalet invånare är 19 611.
Terrängen runt Prudentópolis är platt. Det finns inga andra samhällen i närheten.
Runt Prudentópolis är det i huvudsak tätbebyggt. Runt Prudentópolis är det ganska glesbefolkat, med 27 invånare per kvadratkilometer.